# Kojiki
El Kojiki (古事記, Kojiki, Registre dels fets antics) és la crònica més antiga del Japó que existeix; data de principis del segle viii durant el període Nara i va ser composta pel funcionari de la cort Ō no Yasumaro per petició imperial. Es tracta d'una compilació de mites sobre l'origen de les illes del Japó i els kami. Els mites que figuren en el Kojiki, juntament amb els del Nihon Shoki, han inspirat part de les pràctiques xintoistes.
Hom considera que la font d'informació oral del Kojiki va ser un cortesà (o cortesana) de la cort imperial anomenat Hieda no Are, que estava al servei personal de l'emperador Tenmu. El monarca, amoïnat per la confusió existent entre les diverses genealogies de la família i la pèrdua de les llegendes antigues, hauria ordenat Hieda no Are recitar tot el que sabia al respecte dels «registres imperials» (genealogies imperials) i de les «paraules antigues» (llegendes i mites) per poder deixar-ho escrit per a la posteritat.
L'emperador Tenmu va morir abans de veure l'obra acabada, però la successora, Genmei, d'acord amb el desig del difunt, va ordenar Ō no Yasumaro escoltar recitar les històries de Hieda i deixar-les totes per escrit, obra que va acabar el 712.
La crònica consta de tres capítols, és la més antiga que existeix al Japó, i destaca pel fet de contenir nombrosos poemes, un fet que denota que el seu format era originalment el d'una narració oral.